# NSFW
NSFW는 Not safe for work의 약자이자 영어권의 인터넷 신조어이다. 한국어권에서는 비슷한 용어로는 주번나/후방주의/엄빠주의가 있다. 욕설, 포르노, 누드, 고어 등 위험한 게시물을 포함한다.

## 같이 보기
- 콘텐츠 통제 소프트웨어